# Luulupe
Koordinaten: 58° 28′ N, 22° 36′ O
Luulupe (deutsch Lulupae) ist ein Dorf (estnisch küla) auf der größten estnischen Insel Saaremaa. Es gehört zur Landgemeinde Saaremaa (bis 2017: Landgemeinde Leisi) im Kreis Saare.

## Einwohnerschaft und Lage
Das Dorf hat 22 Einwohner (Stand 31. Dezember 2011). Es liegt 25 Kilometer nordöstlich der Inselhauptstadt Kuressaare.

## Geschichte
1529 wurden die beiden Dörfer Maha-Lulupe und Saxalullenpee erstmals urkundlich erwähnt.
1570 erhielt ein Conrad Bauermeister (Buhrmeister) Land in der Gegend. Daraus entwickelte sich der Hof Lulopäh. Von 1570 bis 1807 stand er im Eigentum der adligen deutschbaltischen Familie Buhrmeister bzw. Buxhoeveden. Letzter Privateigentümer vor der Enteignung im Zuge der estnischen Landreform 1919 war der Deutschbalte Ernst von Güldenstubbe.

## Waldbrüder
Am 12. August 1950 spürten bei Luulupe sowjetische Sicherheitskräfte eine Gruppe von estnischen Partisanen (Waldbrüder) auf, die sich nach der Besetzung Estlands durch die Rote Armee in die ländlichen Gebiete Saaremaas zurückgezogen hatten. Während der Schießerei wurde einer der bekanntesten estnischen Waldbrüder, Elmar Ilp (1919–1950), getötet.